# Stefan Starzyński

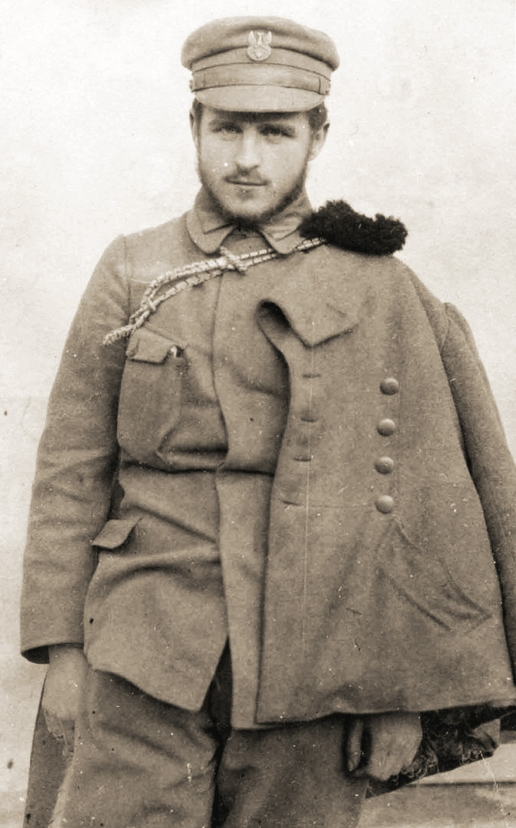
Stefan Starzyński jako żołnierz Legionów

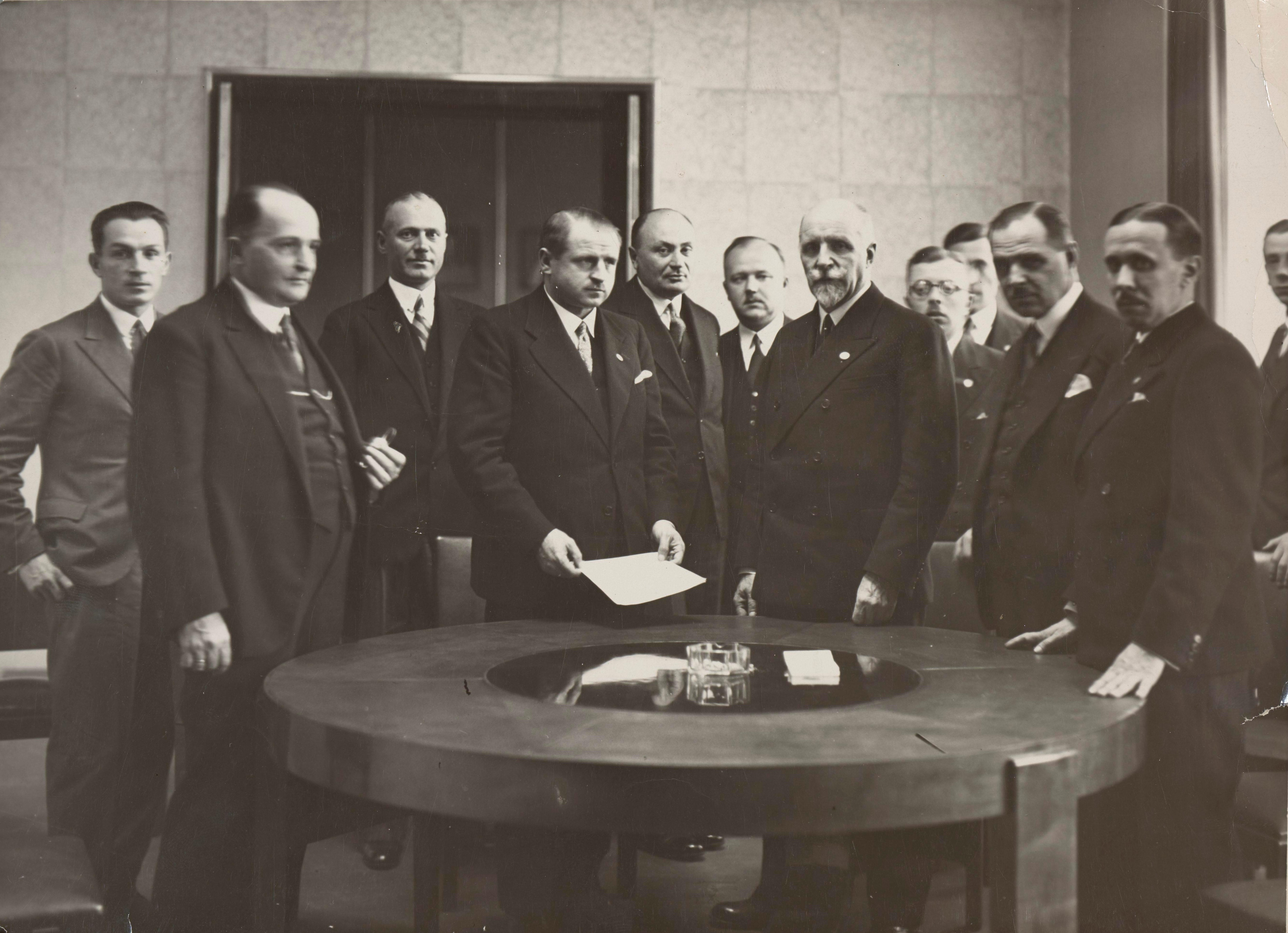
Stefan Starzyński odbierający dyplom honorowy pożyczki narodowej (1933)

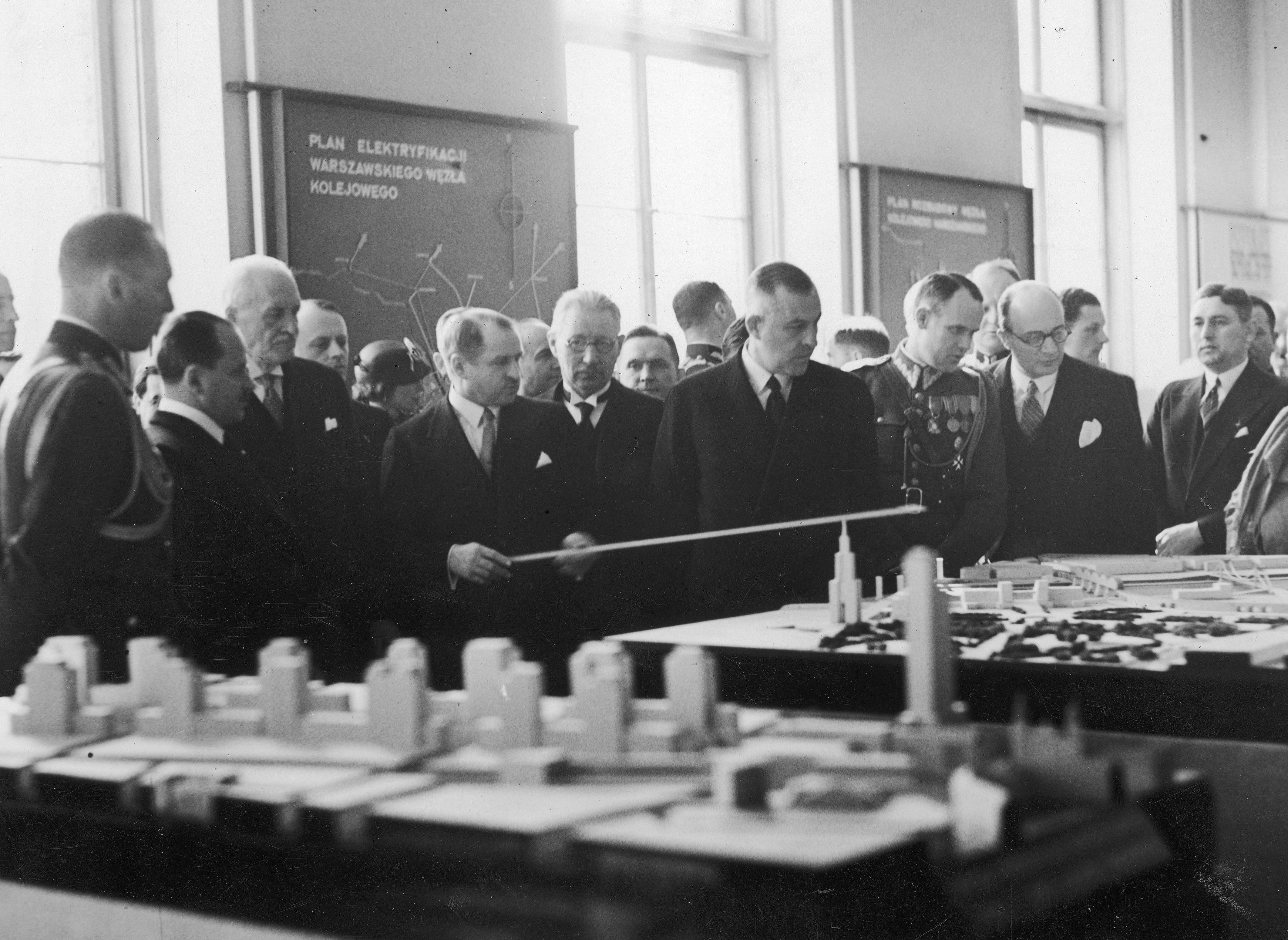
Stefan Starzyński na wystawie Warszawa przyszłości w Muzeum Narodowym (1936)

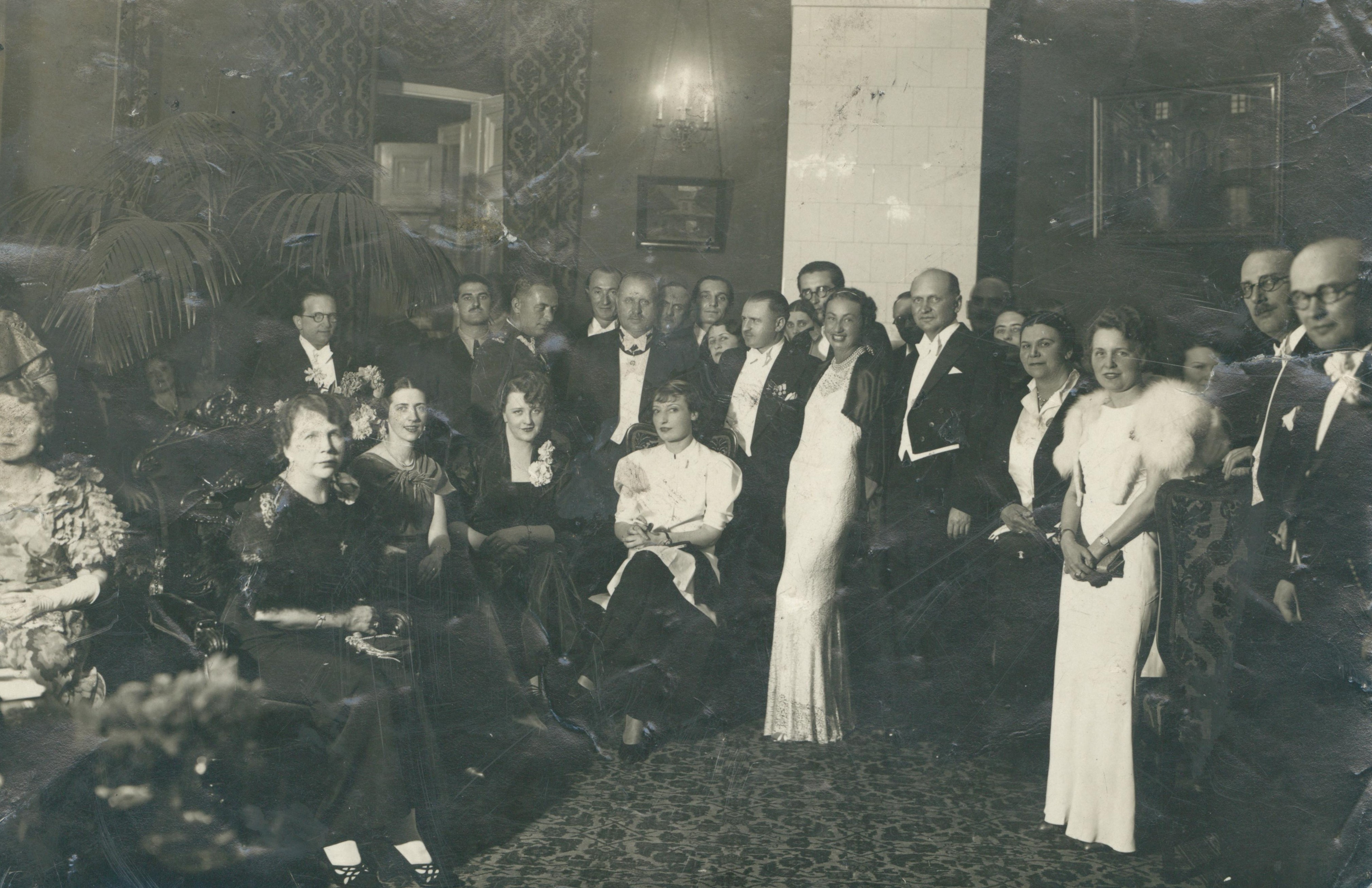
Raut u Stefana Starzyńskiego (ok. 1938)

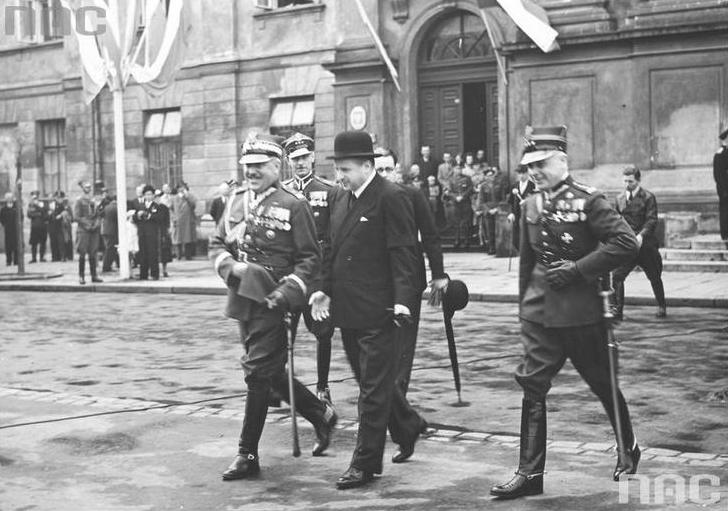
Święta Żołnierza 15 sierpnia 1939 w Warszawie. Idą od lewej: Henryk Krok-Paszkowski, Stefan Starzyński i Stanisław Machowicz

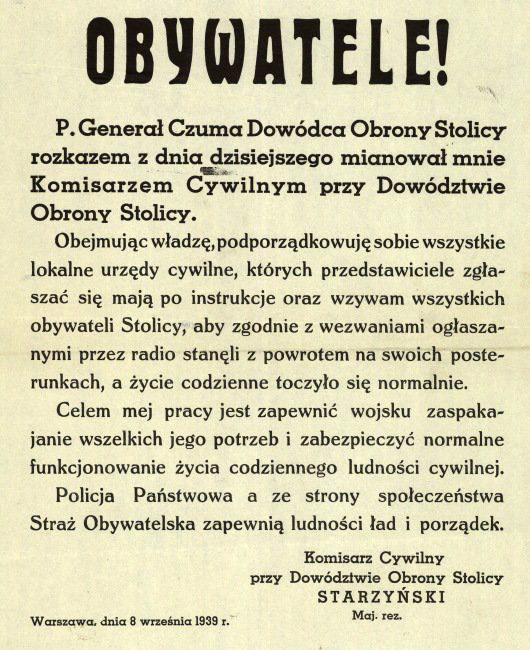
Proklamacja Stefana Starzyńskiego jako Komisarza Cywilnego przy Dowództwie Obrony Warszawy 8 września 1939

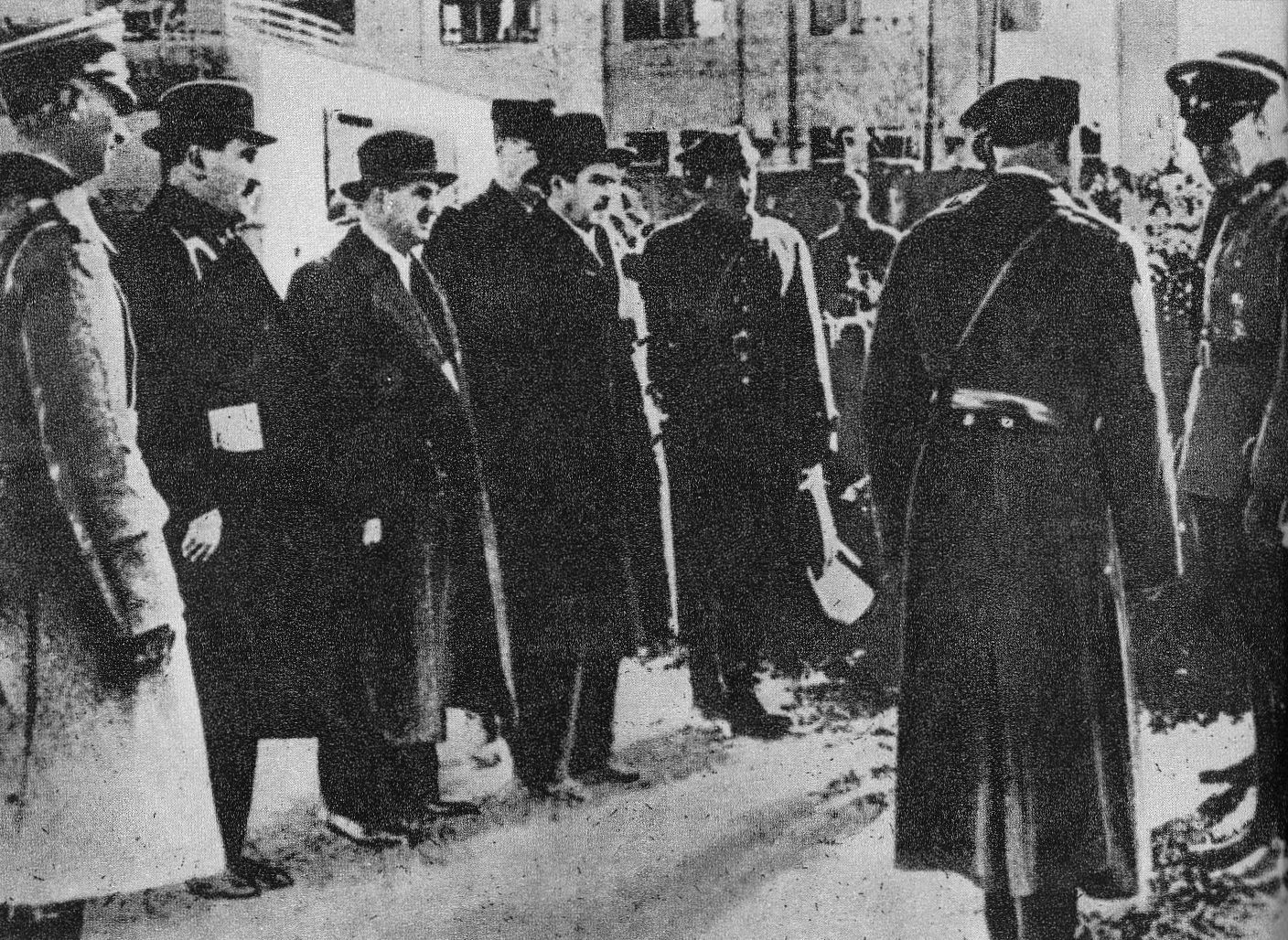
Stefan Starzyński (czwarty z lewej) przed podpisaniem aktu kapitulacji miasta, 28 września 1939

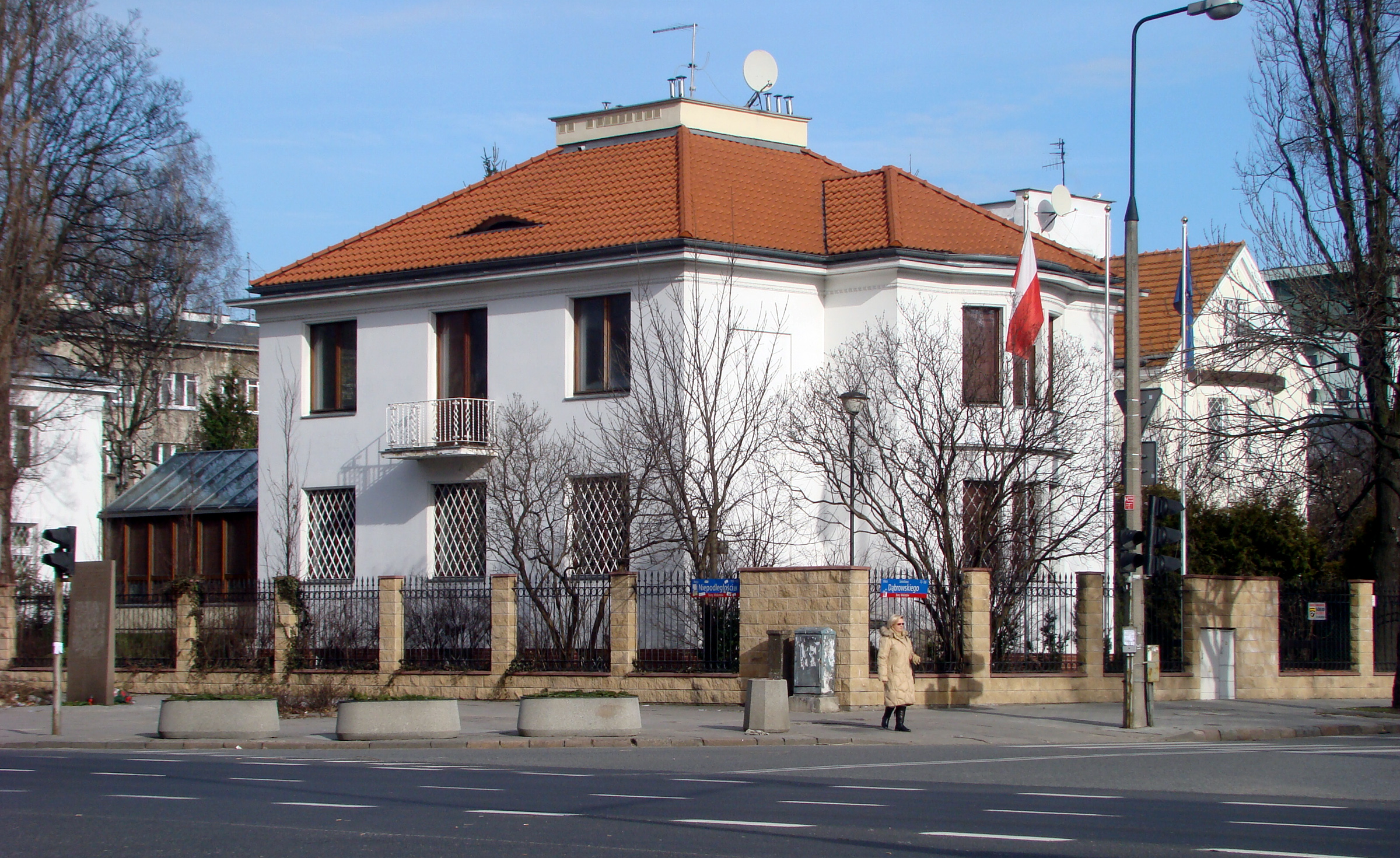
Willa przy ul. Dąbrowskiego 72 (dawniej ul. Szustra 72), w której mieszkał Stefan Starzyński. Obecnie siedziba ambasady Maroka

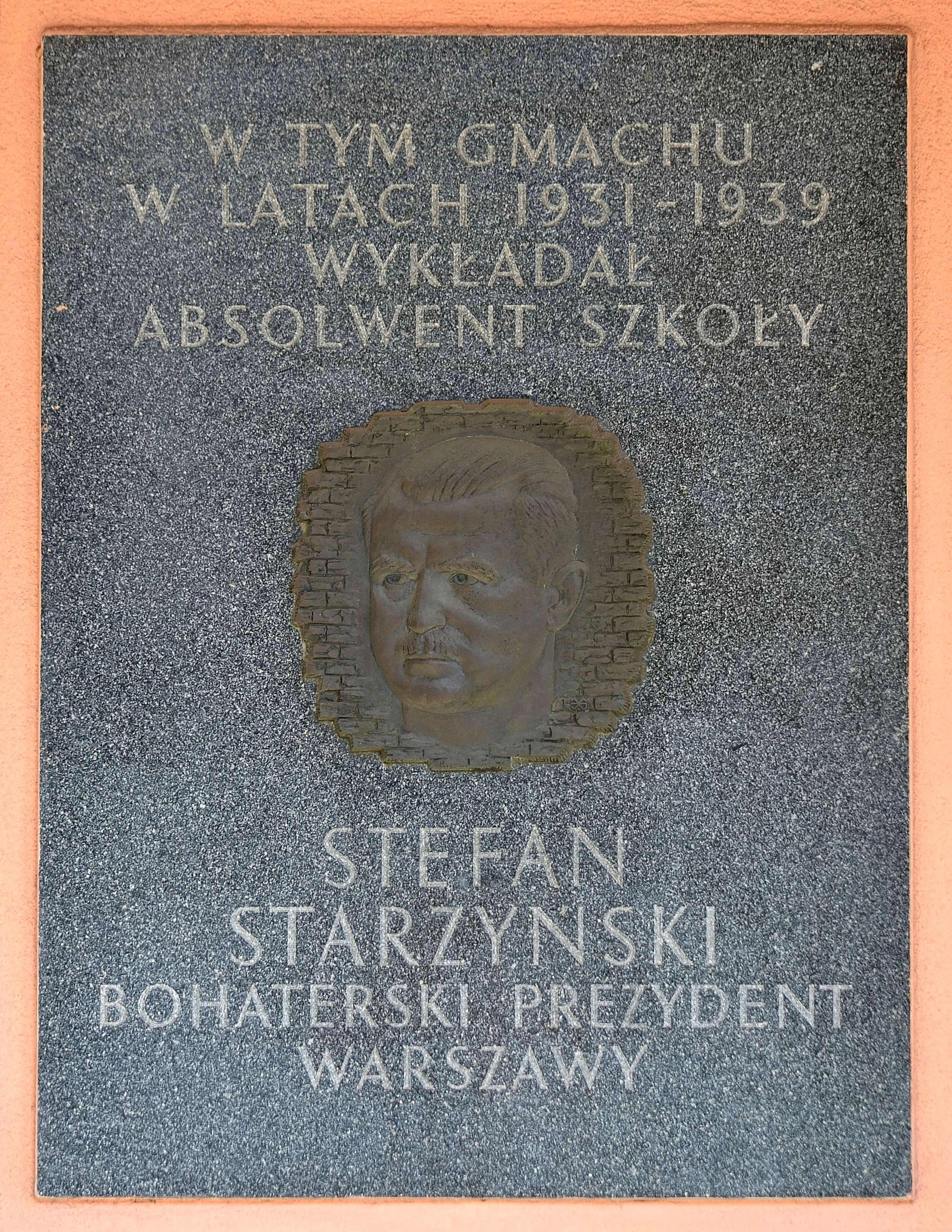
Tablica upamiętniająca Stefana Starzyńskiego przy wejściu do gmachu „A” Szkoły Głównej Handlowej przy ul. Rakowieckiej 24

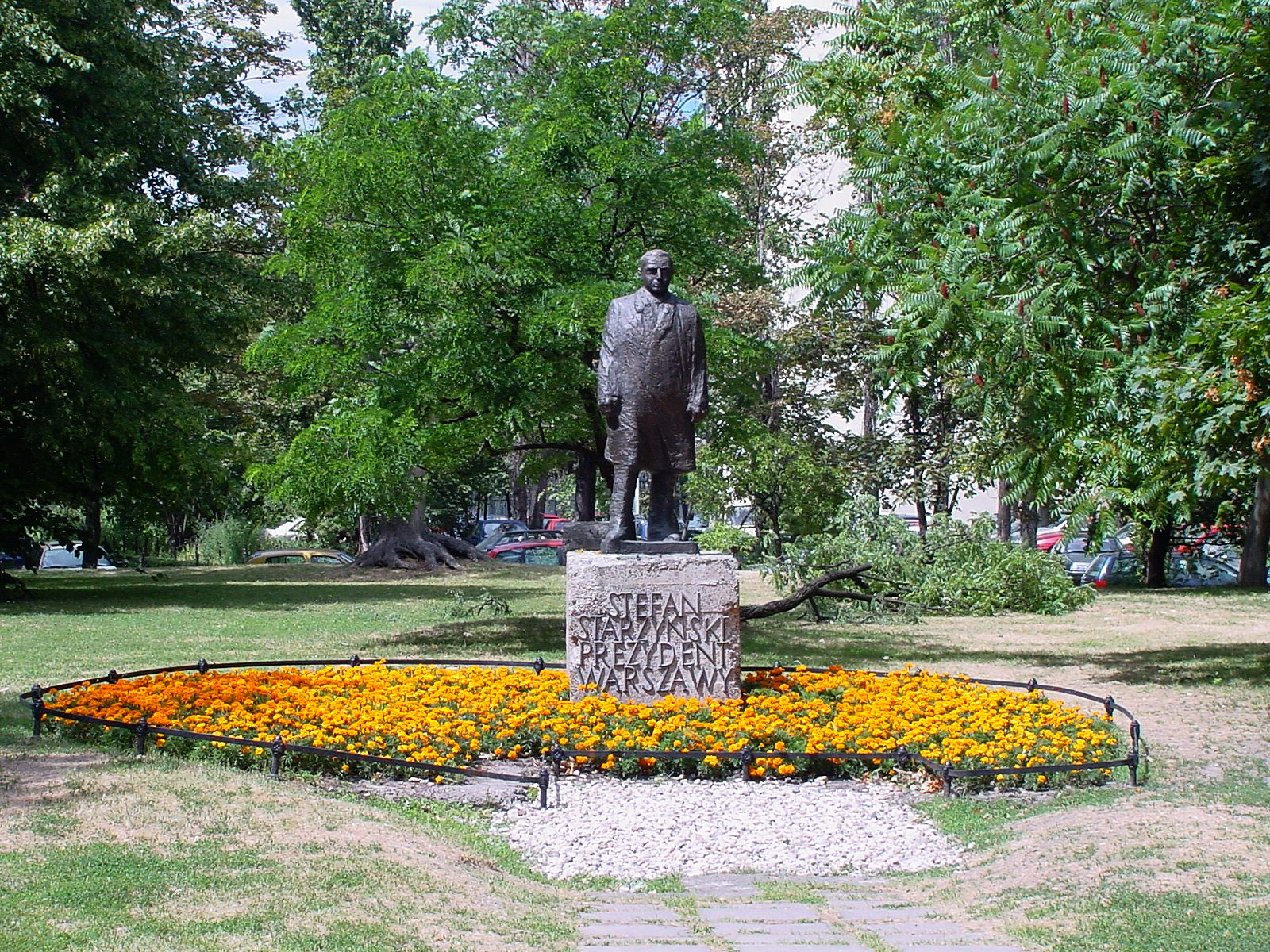
Pomnik Stefana Starzyńskiego w Warszawie w Ogrodzie Saskim (do roku 2008)

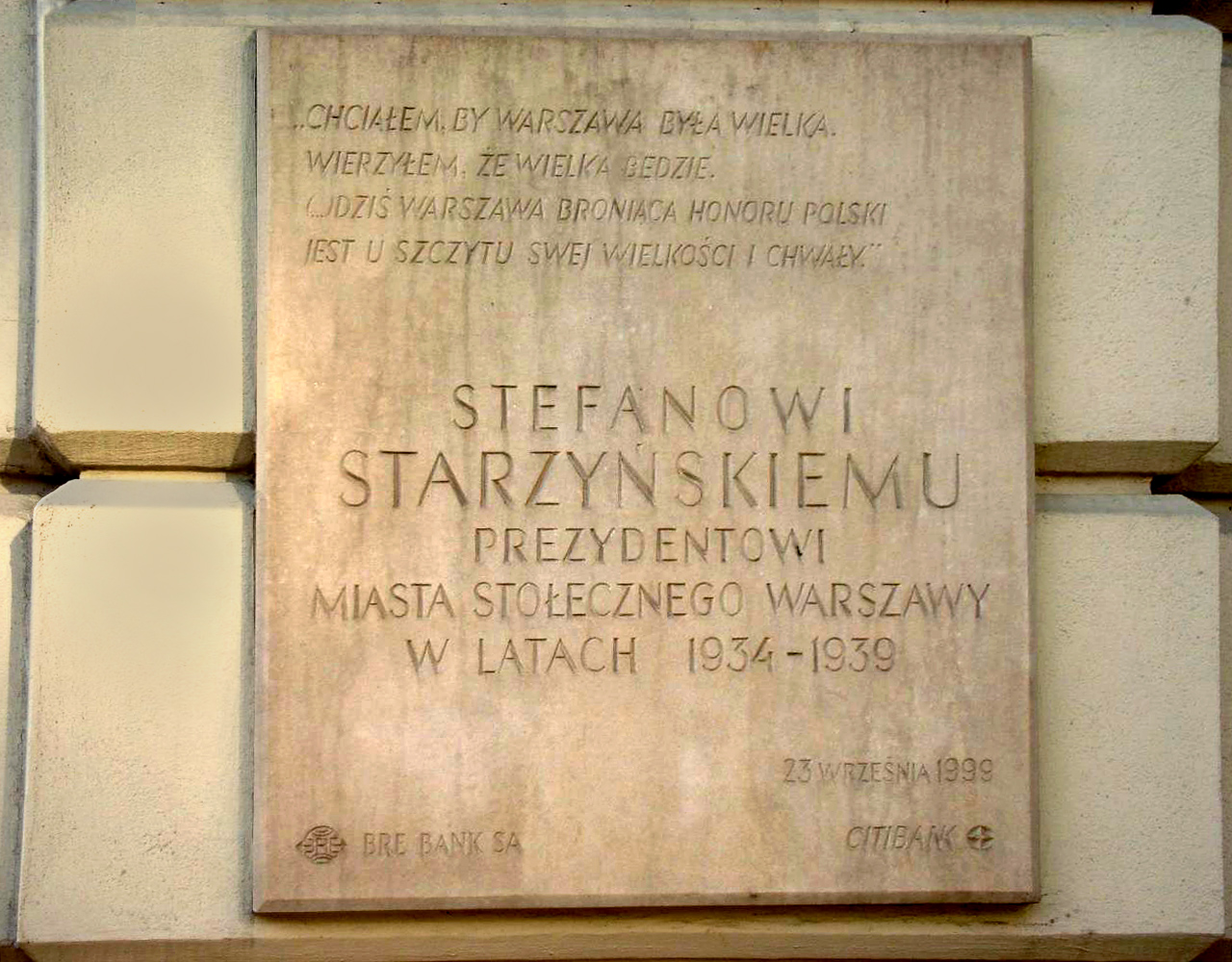
Tablica pamiątkowa na fasadzie pałacu Jabłonowskich

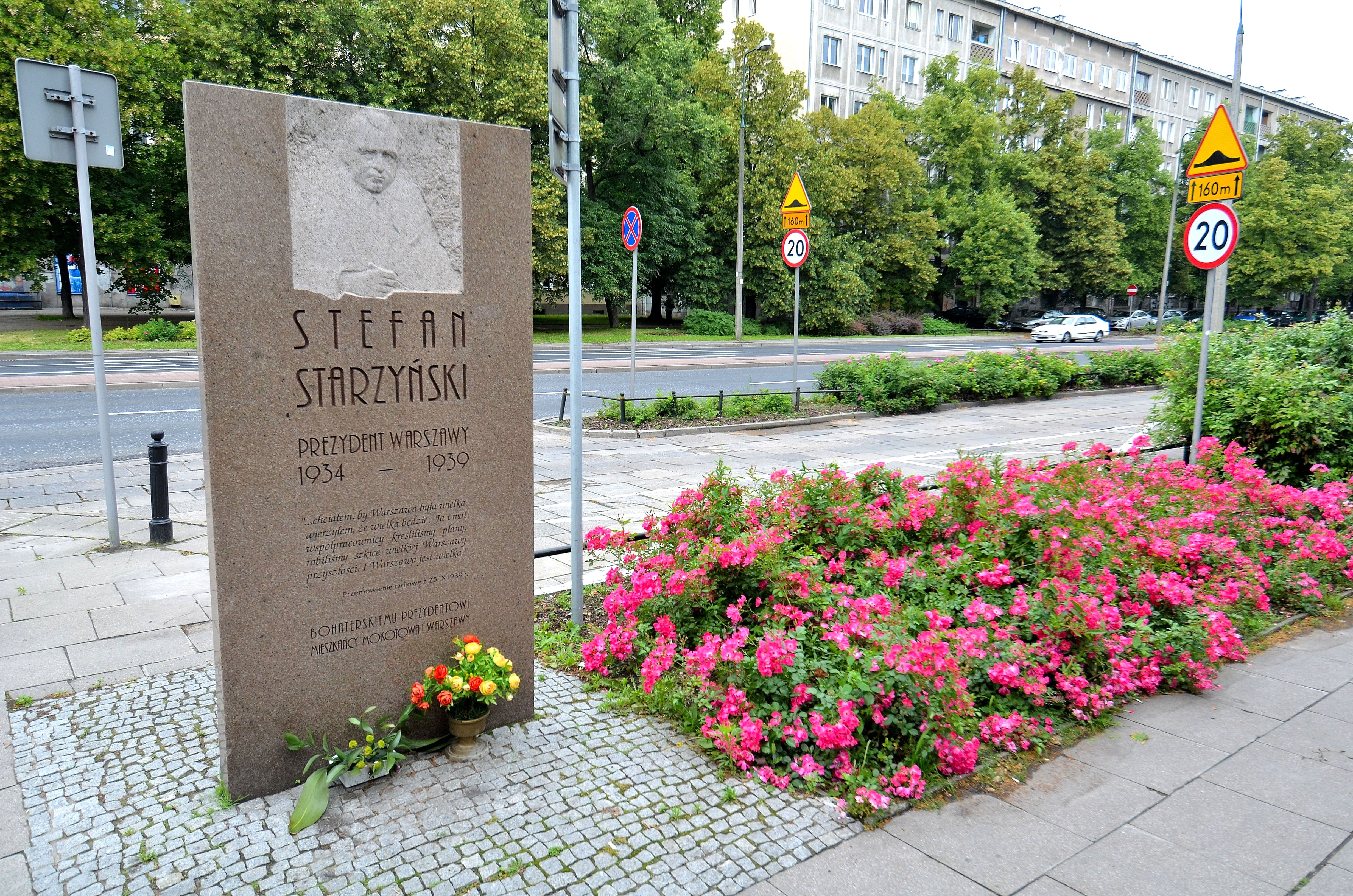
Płyta w al. Niepodległości, naprzeciwko willi przy ul. Dąbrowskiego 72, w której mieszkał Stefan Starzyński

Stefan Bronisław Starzyński, ps. „Lew” (ur. 19 sierpnia 1893 w Warszawie, zm. prawd. 21–23 grudnia 1939 tamże lub okolicach) – polski polityk, ekonomista, publicysta, major rezerwy Wojska Polskiego, prezydent m.st. Warszawy (1934–1939), członek Prezydium Rady Naczelnej Obozu Zjednoczenia Narodowego w 1939 roku, przewodniczący Komitetu Obywatelskiego w czasie obrony Warszawy w 1939 roku.
Był komisarycznym prezydentem Warszawy, tj. mianowanym przez rząd, a nie wybieranym przez Radę Miasta.

## Życiorys

### Dzieciństwo i młodość
Urodził się jako trzeci syn Alfonsa Karola i Jadwigi z Lipskich. Jego matka była nauczycielką języka francuskiego, zaś ojciec pochodził ze zubożałej szlachty, był drobnym urzędnikiem, a później rzemieślnikiem. W domu rodzinnym trwałe były tradycje powstańcze i patriotyczne. Najstarszemu synowi nadano imię Roman, na cześć dziadka powstańca w 1830 roku.
Dzieciństwo spędził w Łowiczu. Podczas nauki w gimnazjum brał udział w strajku szkolnym w 1905 r., przez co musiał przenieść się do prywatnego gimnazjum im. Emiliana Konopczyńskiego w Warszawie. Po jego ukończeniu podjął studia ekonomiczne na Wyższych Kursach Handlowych Augusta Zielińskiego (obecnie Szkoła Główna Handlowa w Warszawie).

### Kariera wojskowa
W pierwszych dniach I wojny światowej, chcąc uniknąć służby w armii carskiej opuścił Warszawę i udał się do Łodzi, gdzie mieszkała jego matka. Działał wraz ze swoją pierwszą żoną Józefą Wróblewską Starzyńską ps. „Zuza” w Polskiej Organizacji Narodowej (w 1917 r. żona opuściła go dla Sylwestra Wojewódzkiego). 22 października 1914 r. wstąpił do Legionów Polskich. Starszy brat Roman zwerbował go do Ekspozytury Departamentu Wojskowego Naczelnego Komitetu Narodowego (NKN). Na wiadomość o możliwości oblężenia Krakowa 9 listopada wraz z Departamentem Wojskowym NKN, ze Szkołą Podchorążych i kompanią garnizonową bracia Starzyńscy ewakuowali się na południe Polski. Ekspozytura została rozwinięta w Nawsiu koło Jabłonkowa. Po rozwiązaniu Ekspozytury 1 stycznia 1915 S. Starzyński został przydzielony do Departamentu Wojskowego NKN i został emisariuszem na powiat wieluński.
15 lipca 1915 został mianowany sierżantem i wyznaczony referentem Departamentu Wojskowego NKN w Piotrkowie. 8 września Starzyński został mianowany do stopnia chorążego i wyznaczony oficerem placu i komisarzem werbunkowym na powiat pińczowski. Na skutek wstrzymania werbunku do Legionów przez komendanta I Brygady J. Piłsudskiego i starcia na tym tle z naczelnikiem Departamentu Wojskowego NKN ppłk. Władysławem Sikorskim, Starzyński ideowo związany z I Brygadą 15 lipca 1915 został zwolniony z funkcji oficera werbunkowego i zameldował się w 5 pułku piechoty Legionów. Jako dowódca plutonu II batalionu 5 pp brał udział w całym szlaku bojowym I Brygady. Walczył w bitwach nad Stochodem, pod Rutką Sitowiecką i Sitowiczami n. Horyniem i innymi miejscowościami. W końcu 1915 r. 5 pp został dyslokowany najpierw do Baranowicz, a następnie na Podlasie i Mazowsze. Z Pułtuska został oddelegowany do Komorowa k. Ostrowi Mazowieckiej.
5 lipca 1917 zebranie oficerów 5 pp w Zegrzu, złożyło oświadczenie „5 pp odmawia złożenia przysięgi według przedłożonego brzmienia. Powyższa bowiem rola nie oddaje nas w zależność od jakiejkolwiek istniejącej władzy polskiej, wyzuta jest z zasady politycznej własnej państwowości i zaprzecza naszym dążeniom do niepodległości… Na straży honoru żołnierza polskiego, świadomi następstw tego sprzeciwu, wytrwamy w obronie naszej godności”. Po kryzysie przysięgowym Starzyński został zwolniony z Legionów i był internowany w Beniaminowie. Podczas pobytu w internowaniu zmarł 26 listopada jego ojciec. Od 26 listopada do 4 grudnia przebywał na urlopie okolicznościowym w związku z pogrzebem ojca. Zimą 1918 część internowanych oficerów wybrała możliwość służby w Polnische Wehrmacht jako okres przetrwania. Starzyński nie wybrał tej drogi. Znalazł się na liście 38 wypuszczonych, którzy chcieli powrócić do studiów lub zajęć przedwojennych. Zwolniony z obozu 1 marca 1918 r. Przez 8 miesięcy przymusowo musiał przebywać poza armią. Starzyński udał się do Warszawy, gdzie znalazł pracę w Towarzystwie Przemysłowym, jednocześnie kontynuował działalność konspiracyjną w POW, która wspólnie z Pogotowiem Bojowym PPS dokonała ponad dwudziestu zamachów na przedstawicieli władz okupacyjnych.
1 listopada 1918 Starzyński został wcielony do 1 kompanii oficerskiej Wojska Polskiego w Dęblinie. Z chwilą powstania w noc 5/6 listopada Tymczasowego Rządu Ludowego Republiki Polskiej ppor. Starzyński na podstawie rozkazu szefa sztabu Dowództwa Wojska Polskiego w Lublinie płk. S. Burhardta-Bukackiego otrzymał przydział do Oddziału Organizacyjnego Sztabu. 25 listopada na wniosek dowódcy Chełmskiego Okręgu Wojskowego płk. Mieczysława Ryś-Trojanowskiego został przeniesiony do Chełma i mianowany adiutantem dowództwa tego okręgu w tworzącym się dowództwie 25 pp oraz adiutantem wojsk operujących na Ukrainie. Na rozkaz Edwarda Śmigłego-Rydza udawał się w listopadzie 1918 do Krakowa, gdzie organizował patriotyczne wiece i demonstracje. 18 grudnia został formalnie przyjęty do Wojska Polskiego z zatwierdzeniem stopnia porucznika nadanego mu przez generała Śmigły-Rydza, i przydzielony do Dowództwa Okręgu Generalnego Warszawa na stanowisko referenta politycznego. 9 marca 1919 został odkomenderowany na I kurs adiutantów sztabowych przy Sztabie Generalnym. 29 kwietnia, po ukończeniu kursu, został przydzielony do Oddziału VI Informacyjnego Naczelnego Dowództwa WP. Początkowo był referentem Sekcji III Spraw Wschodu, a później zastępcą szefa wydziału. 6 czerwca tego roku ogłoszono jego przeniesienie z DOGen. Warszawa do Oddziału II Sztabu Generalnego. Od 16 listopada do 8 grudnia 1919 wysłano go jako przedstawiciela Naczelnego Dowództwa WP do Naczelnego Dowództwa Wojsk Ukrainy, w celu przeprowadzenia rokowań dotyczących przejazdu wojsk ukraińskich atamana Semena Petlury. Jako oficer Oddziału II przewoził z Szepietówki atamana Semena Petlurę. W czasie wykonywania tego rozkazu zaraził się tyfusem. Rekonwalescencję odbył w Warszawie. 22 lipca 1920 na własną prośbę został przeniesiony z Oddziału II SG na front i przydzielony jako szef Oddziału II 13 Dywizji Piechoty, a następnie do dowództwa Grupy gen. Stanisława Hallera. 18 września 1920 na wniosek dowódcy 9 Dywizji Piechoty płk. M. Trojanowskiego dowódca 3 Armii generał Sikorski przeniósł Starzyńskiego na stanowisko szefa oddziału operacyjno-informacyjnego dywizji. We wrześniu 1920 Starzyński wyróżnił się w walkach z 1 Armią Konną Siemiona Budionnego. 14 października 1920 został zatwierdzony z dniem 1 kwietnia 1920 w stopniu kapitana, w piechocie, w grupie oficerów byłych Legionów Polskich. Od 12 grudnia 1920 do 6 kwietnia 1921 Starzyński pełnił obowiązki szefa sztabu 9 Dywizji Piechoty. W końcu kwietnia 1921 Starzyński został przeniesiony z linii na stanowisko referenta sekcji informacyjnej Oddziału II MSWoj. Wiosną zaczęła się demobilizacja wojska. Na własną prośbę i na wniosek reklamacyjny Centralnego Związku Polskiego Przemysłu, Górnictwa, Handlu i Finansów w lipcu 1921 został zwolniony z czynnej służby, przeniesiony do rezerwy, i przydzielony w rezerwie do 35 pp. 8 stycznia 1924 został zatwierdzony w stopniu kapitana ze starszeństwem z 1 czerwca 1919 i 542. lokatą w korpusie oficerów piechoty. W 1934 roku jako oficer rezerwy pozostawał w ewidencji Powiatowej Komendy Uzupełnień Warszawa Miasto III. Posiadał przydział do Oficerskiej Kadry Okręgowej Nr I. Był wówczas „reklamowany na 12 miesięcy”. Na stopień majora został mianowany ze starszeństwem z 19 marca 1939 i 6. lokatą w korpusie oficerów rezerwy piechoty.
W 1922 zmienił wyznanie na ewangelicko-reformowane i ożenił się ponownie, z Pauliną z Chrzanowskich primo voto Stanisławową Tylicką (ur. 1894, zm. 29 maja 1939).

### Działalność polityczna
Na rozkaz Marszałka Polski J. Piłsudskiego w latach 1922–1924 przejął obowiązki sekretarza generalnego Polskiej Komisji Reewakuacyjnej i Specjalnej, powołanej do realizacji polsko-rosyjskiego traktatu ryskiego. Komisja pracowała w Moskwie i innych miastach. Starzyński oprócz pracy śledził także przemiany zachodzące w Rosji. W 1924 opublikował pod ps. „St. Stepol” dwie prace: „Jak jest naprawdę dzisiaj w Rosji” i „Zagadnienia narodowościowe w Rosji Sowieckiej”. Był zwolennikiem niezależnej, demokratycznej Ukrainy. W pracy poddał krytyce działalność publicystyczną Stalina, traktującą o problemach narodowościowych.
W 1924 wrócił do Warszawy, gdzie rozpoczął działalność w administracji gospodarczej państwa. Nowy etap pracy to Ministerstwo Skarbu, członek Sekretariatu Komitetu ekonomicznego Ministrów, kierowanego przez premiera i ministra skarbu Władysława Grabskiego. Nowy premier Aleksander Skrzyński, bojąc się opozycji, nakazał Starzyńskiemu wstrzymać egzekucje z diet poselskich, na co Starzyński złożył dymisję 1 marca 1926 r. W atmosferze przewrotu majowego napisał swoje kredo gospodarczo-społeczne „Program rządu pracy w Polsce”. Postulował w nim reformę administracji, która powinna znajdować się pod stałą kontrolą społeczną. Opowiadał się za rozwojem samorządu terytorialnego i gospodarczego. Wyjście z depresji gospodarczej widział poprzez interwencjonizm podatkowy, kredytowy i celny. Widział potrzebę przeprowadzenia reformy rolnej, udzielania kredytów dla pobudzania inwestycji gospodarki rolnej, przyspieszenia akcji scaleniowej, likwidacji serwitutów. Domagał się rozszerzenia działalności państwowych monopoli. Łączył nadzieje gospodarcze z rozwojem polityki morskiej Państwa, budową Gdyni i magistrali kolejowej Śląsk-Gdynia.
Po przewrocie majowym pracował jako urzędnik ds. szczególnych zleceń przy prezesie Rady Ministrów Kazimierzu Bartlu, a następnie dyrektor Departamentu Ogólnego Ministerstwa Skarbu i wiceminister skarbu, od 1930 do 1933 poseł na Sejm z ramienia BBWR. Od grudnia 1932 roku został urlopowany z ministerstwa i mianowany wiceprezesem Banku Gospodarstwa Krajowego. We wrześniu 1933 objął stanowisko generalnego komisarza Pożyczki Narodowej. W pracach poświęconych gospodarce opowiadał się za aktywną rolą Państwa w kapitalistycznej gospodarce towarowej. Nienawidził urzędniczej rutyny i konserwatyzmu. W latach 1931–1939 prowadził wykłady w Wyższej Szkole Handlowej. W 1934 został prezesem Związku Miast Polskich. W wyborach 1938 roku zyskał mandat senatora RP.
Od 1936 roku zastępca przewodniczącego Głównej Komisji Rewizyjnej Związku Legionistów Polskich.
W 1937 zaangażował się w polityczną działalność Obozu Zjednoczenia Narodowego. Był zwolennikiem autorytarnych rządów Józefa Piłsudskiego, a potem Edwarda Rydza-Śmigłego.

### Prezydentura
2 sierpnia 1934 roku zastąpił Mariana Zyndrama-Kościałkowskiego na stanowisku komisarycznego prezydenta m.st. Warszawy. Kilkakrotnie przekładane wybory do Rady Miejskiej zostały przeprowadzone 18 grudnia 1938 r. na podstawie ustawy o samorządzie gminy m. st. Warszawy z 16 sierpnia 1938 r. Nowo wybrana 100-osobowa Rada Miejska 29 marca 1939 przeprowadziła głosowanie w sprawie wyboru nowego prezydenta miasta. Kandydat lewicy Tomasz Arciszewski uzyskał 42 głosy, a Stefan Starzyński 40 głosów; radni endecji i ONR odmówili udziału w głosowaniu w związku ze zmianą przez Ministra Spraw Wewnętrznych zasad wyboru prezydenta (zgodnie z nowymi zasadami kandydatów mogły zgłaszać wyłącznie kluby liczące co najmniej 20 radnych). Z powodu nieuzyskania większości przez żadnego z kandydatów, premier powołał na stanowisko prezydenta miasta Starzyńskiego.
Przy pomocy prezydenta I. Mościckiego, wicepremiera i ministra Skarbu E. Kwiatkowskiego, ministra Rolnictwa Juliusza Poniatowskiego i ministra Oświecenia W. Świętosławskiego doprowadził do opracowania 4-letniego planu rozwoju gospodarczego m.st. Warszawy na lata 1938–1942. Plan przewidywał intensywny rozwój budownictwa mieszkaniowego w kierunku zachodnim od dworca Głównego, budowę Dworca Zachodniego i w związku z tym rozwój Ochoty, Koła i rejonu Czyste. Miała się rozwijać południowa Warszawa, tzw. Dzielnica Marszałka Józefa Piłsudskiego, miał się rozbudowywać Mokotów. W dzielnicy siekierkowsko-czerniakowskiej planował budowę ośrodka sportowo-rekreacyjnego, z myślą o zorganizowaniu w Warszawie igrzysk olimpijskich w latach pięćdziesiątych. Plan przewidywał rozwój i modernizację Powiśla, Żoliborza, Bielan i Powązek. Planował zorganizowanie w Warszawie w 1944 światowej wystawy przemysłowej na cześć 25-lecia odzyskania niepodległości (wystawa miała być zorganizowana w rejonie obecnego Stadionu Narodowego). Rozwój przemysłu planował w dzielnicach: Bródno, Pelcowizna i Żerań. Powstać miała także nowa elektrownia. W dziedzinie komunikacji planował przebić trasę N-S od ul. Chałubińskiego, aż do pl. Mirowskiego oraz bezpośrednie połączenie Woli z Pragą tunelem pod Ogrodem Saskim, placem Piłsudskiego, wiaduktem i nowym mostem łączącym ul. Karową z ul. Brukową. Plac Mirowski miał uzyskać połączenie z Placem za Żelazną Bramą, gdzie miał być wylot tunelu.
Bilans 5-letnich rządów Starzyńskiego w Warszawie: budowa ponad 100 tys. mieszkań z infrastrukturą, budowa 30 gmachów szkolnych i modernizacja kilkudziesięciu starych, wykończenie i oddanie do użytku – Muzeum Narodowego, Domu Turysty, hali targowej na Żoliborzu, szpitala Przemienienia Pańskiego, renowacja pałacu Blanka, Arsenału, pałacu Brühla, odkrycie fragmentu średniowiecznych murów Warszawy, przygotowanie wstępnego projektu budowy mostu Piłsudskiego i sieci metra o długości 25 km, modernizacja arterii wylotowych Warszawy, modernizacja siedmiu szpitali, budowa wiaduktu żoliborskiego nad Dworcem Gdańskim i przedłużenia ulicy Bonifraterskiej. 27 lipca 1939 napisał testament, w którym własne zbiory sztuki zapisał Muzeum Narodowemu.

## II wojna światowa

### Obrona Warszawy
W pierwszej połowie 1939 roku,  w związku z pogarszającą się sytuacją międzynarodową, Starzyński zaczął przygotowywać Warszawę na wypadek wojny. W budżecie na lata 1939–1940 uruchomiono specjalne kredyty na inwestycje i zakup sprzętu służącego biernej Obronie Przeciwlotniczej (OPL), w tym na przygotowanie schronów i zastępczych ujęć wody. W czerwcu powołano Miejskie Zakłady Aprowizacyjne, które przystąpiły do gromadzenia zapasów żywności i opału. Ponadto w Elektrowni Warszawskiej i Gazowni Miejskiej przygotowano rezerwy paliwa, a właścicielom nieruchomości nakazano zaopatrzyć się w środki gaśnicze i sanitarne oraz broszury instruktażowe. 24 sierpnia, na wieść, iż marsz. Edward Rydz-Śmigły ogłosił stan czujności w urzędach wojskowych i cywilnych oraz mobilizację alarmową w nadgranicznych okręgach, Starzyński zainicjował społeczną akcję kopania szczelin przeciwlotniczych. W ciągu następnych kilku dni do pracy zgłosiło się ochotniczo kilkadziesiąt tysięcy warszawiaków. 27 sierpnia odwołał z urlopów pracowników miejskich instytucji, a cztery dni później wprowadził ostre pogotowie we wszystkich podległych mu służbach miejskich. Jako że był majorem rezerwy WP, po ogłoszeniu mobilizacji zaczął pełnić służbę w mundurze.
1 września Niemcy rozpoczęły zbrojną agresję przeciwko Polsce. Starzyński osobiście lustrował zniszczenia spowodowane pierwszymi niemieckimi nalotami na Warszawę. Już w pierwszym dniu wojny zarządził utworzenie Brygad Pogotowia Budowlanego, które miały wspierać bierną OPL oraz służby miejskie, niosąc natychmiastową pomoc ofiarom bombardowań i zajmując się usuwaniem ich skutków. Następnego dnia polecił przygotować punkty etapowe dla napływających do Warszawy uchodźców wojennych. Wsparł także działania na rzecz powołania samopomocy społecznej, których efektem było utworzenie Stołecznego Komitetu Samopomocy Społecznej. Zgodnie z przydziałem mobilizacyjnym Starzyński winien był się zgłosić do 8 pułku artylerii ciężkiej w Toruniu, jednakże 6 września gen. Kazimierz Sosnkowski zwolnił go z tego obowiązku, uznając, że będzie on bardziej potrzebny w stolicy.
Tymczasem 5–7 września Warszawę opuściły władze wojskowe i cywilne, w tym premier Felicjan Sławoj Składkowski, członkowie Rady Ministrów wraz z podległym im aparatem urzędniczym oraz Naczelny Wódz marsz. Śmigły-Rydz. Ewakuował się również komisarz rządu na m.st. Warszawę Władysław Jaroszewicz, który był zwierzchnikiem administracji rządowej w mieście, odpowiedzialnym m.in. za utrzymanie ładu i porządku publicznego. Niespodziewana, pośpieszna i chaotyczna ewakuacja wywarła negatywny wpływ na morale ludności i poważnie zakłóciła przygotowania do obrony. Chaos i paniczne nastroje zostały pogłębione na skutek masowego exodusu ludności cywilnej, spowodowanego nieprzemyślanym radiowym apelem szefa propagandy Sztabu Naczelnego Wodza ppłk. Romana Umiastowskiego, wygłoszonym wieczorem 6 września. Tymczasem Starzyński, mimo polecenia premiera Sławoj Składkowskiego, postanowił pozostać w stolicy. Jaroszewiczowi, który namawiał go do ewakuacji, miał oświadczyć:

Powiedz Wołodia swemu premierowi, że jeżeli nie troszczył się o los mój i los miasta w chwili, gdy je opuszczał, niech teraz troskę o to pozostawi mnie. Powiedz mu też, że ja dezerterem nie będę.

Zorientowawszy się, że pośpieszna ewakuacja wytworzyła w Warszawie „próżnię władzy”, postanowił, mimo braku formalnych uprawnień, przejąć pełnię władzy cywilnej. Podjął jednocześnie energiczne działania, by opanować chaos i paniczne nastroje. 6 września na jego polecenie przystąpiono do formowania Straży Obywatelskiej. Starzyński przystąpił także do organizowania zastępczego aparatu administracji publicznej. Od pozostających jeszcze w mieście urzędników państwowych zażądał pozostania na stanowiskach i kontynuowania pracy.
Podczas konferencji, która odbyła się rankiem 8 września, Dowódca Obrony Warszawy gen. Walerian Czuma powołał Starzyńskiego do pełnienia funkcji Komisarza Cywilnego przy Dowództwie Obrony Warszawy. Starzyński stał się w ten sposób zwierzchnikiem wszystkich władz cywilnych w Warszawie (samorządowych i administracyjnych), a także organizacji samoobrony i porządku publicznego, które były zaangażowane w szeroko rozumianą obronę stolicy. W Zarządzie Miejskim jego dotychczasowe obowiązki, niezwiązane ze sprawami obrony, przejął wiceprezydent Jan Pohoski. Niemal natychmiast po otrzymaniu nominacji Starzyński wygłosił przemówienie radiowe, w którym zwrócił się z apelem do mieszkańców o opanowanie, spokój, podjęcie wytężonej pracy oraz wsparcie Straży Obywatelskiej i służb OPL. W osobnym apelu zapowiedział ponadto, że Warszawa będzie broniona, rozkazując pracownikom urzędów i służb miejskich, by pozostali na swych stanowiskach, a tym którzy opuścili miasto – by powrócili w ciągu 12 godzin.
Starzyński stał się wkrótce „niekwestionowanym duchowym przywódcą obrony Warszawy” i symbolem jej oporu wobec niemieckiego najazdu. Swoją postawą przyczynił się do masowego włączenia się ludności cywilnej w obronę stolicy oraz opanowania paniki i żywiołowej ewakuacji. Zajmował się w zasadzie wszystkimi niewojskowymi aspektami obrony miasta. Odtworzył urzędy i instytucje miejskie, które zostały zdezorganizowane na skutek pośpiesznej ewakuacji. Codziennie przeprowadzał inspekcje w najbardziej zagrożonych lub w najbardziej zniszczonych rejonach miasta. Lustrował sklepy, restauracje i ruch uliczny. Z jego inicjatywy rozpoczęto 11 września werbunek w szeregi Batalionów Pracy, które zajmować się miały m.in. naprawą uszkodzonej sieci tramwajowej, uprzątaniem zwłok ludzkich i zwierzęcych, budową barykad i stawianiem min. Następnego dnia zaapelował, by przeszkoleni wojskowo mężczyźni zgłosili się do czynnej służby. Jeszcze tego samego dnia pod pałacem Mostowskich zebrało się kilka tysięcy ochotników. Wybrano ośmiuset, którzy stali się zalążkiem dwóch ochotniczych Batalionów Warszawy (tzw. batalionów Starzyńskiego). Po utworzeniu Komitetu Obywatelskiego przy dowódcy Armii „Warszawa” jego przewodniczący, gen. Juliusz Rómmel, wyznaczył Starzyńskiego na swojego zastępcę.
Codziennie, a niekiedy nawet kilka razy dziennie, Starzyński wygłaszał przemówienia radiowe. Informował w nich o sytuacji w mieście, dziękował mieszkańcom za ich poświęcenia, wzywał do wytrwałości, spokoju i wytężonej pracy, starając się jednocześnie natchnąć słuchaczy optymizmem i wiarą w zwycięstwo. Jego przemówienia miały bardzo pozytywny wpływ na morale mieszkańców i stały się „jednym z najcharakterystyczniejszych elementów życia oblężonej stolicy”. Ostatnie radiowe wystąpienie Starzyńskiego wyemitowano 23 września. Wygłosił wtedy słynne słowa:

Chciałem, by Warszawa była wielka. Wierzyłem, że wielka będzie. Ja i moi współpracownicy kreśliliśmy plany, robiliśmy szkice wielkiej Warszawy przyszłości. I Warszawa jest wielka. Prędzej to nastąpiło, niż przypuszczano. Nie za lat pięćdziesiąt, nie za lat sto, lecz dziś widzę wielką Warszawę […] I choć tam, gdzie miały być wspaniałe sierocińce, gruzy leżą, choć tam, gdzie miały być parki, dziś są barykady, gęsto trupami pokryte, choć płoną nasze biblioteki, choć palą się szpitale – nie za lat pięćdziesiąt, nie za lat sto, lecz dziś Warszawa, broniąca honoru Polski jest u szczytu swej wielkości i sławy.

Do końca opowiadał się za kontynuowaniem walki. Gdy 28 września odbyły się rokowania w sprawie kapitulacji Warszawy, wziął w nich udział, omawiając kwestie związane z planowanym przejęciem miasta przez administrację niemiecką. Według gen. Tadeusza Kutrzeby to Niemcy nalegali na obecność Starzyńskiego, argumentując:

Ten burmistrz, który prowadził swoje miasto przez cały czas walki, ten burmistrz, który okazał się bohaterem i żołnierzem, nie może być nieobecny gdy miasto jego przechodzi pod obcą władzę.

Mimo iż miał możliwość ewakuacji samolotem odlatującym na Litwę, postanowił pozostać w Warszawie. Początkowo rozważał przejście do konspiracji, zmienił jednak zdanie m.in. pod wpływem ppłk. Wacława Lipińskiego, który uważał, że mogłoby to zostać negatywnie odebrane przez mieszkańców stolicy. Przy tym zarówno Lipiński, jak i konsultowany w tej sprawie Leon Nowodworski byli przekonani, że Starzyńskiemu, który stał się postacią rozpoznawalną nawet na arenie międzynarodowej, nie grożą poważniejsze represje ze strony Niemców.

### Aresztowanie i śmierć
Po kapitulacji Warszawy chwilowo pozostał na stanowisku szefa warszawskiego Zarządu Miejskiego. W tym okresie zajmował się sprawami odgruzowywania miasta, ponownego uruchomienia wodociągów i sieci tramwajowej, a przede wszystkim – wyżywienia głodującej ludności. Na potrzeby rodzącego się Polskiego Państwa Podziemnego przekazał część miejskich funduszy, a także zarządził przygotowanie blankietów dowodów osobistych i zaświadczeń dla członków konspiracji.
Został aresztowany przez Niemców 27 października 1939 w gmachu ratusza. Był przesłuchiwany w siedzibie Gestapo w alei Szucha i osadzony w Areszcie Centralnym. Stamtąd został przewieziony do więzienia przy ul. Rakowieckiej, skąd trafił na Pawiak, gdzie był więziony w izolacji na jego oddziale kobiecym, tzw. Serbii. Próby doprowadzenia do jego zwolnienia, podejmowane m.in. przez Juliana Kulskiego, zakończyły się niepowodzeniem. Zabrano go z Pawiaka w grudniu 1939 roku, na krótko przed świętami Bożego Narodzenia. Od tego momentu ślad po nim zaginął.
Prowadzący śledztwo w sprawie okoliczności śmierci, pion śledczy Instytutu Pamięci Narodowej zakończył dochodzenie w dniu 8 września 2014 roku. Prokurator Oddziałowej Komisji Ścigania oświadczyła, że śmierć Stefana Starzyńskiego nastąpiła w wyniku rozstrzelania przez Gestapo, pomiędzy 21 a 23 grudnia 1939 roku w Warszawie lub jej okolicach. Sprawcami zabójstwa mieli być: SS-Oberscharführer Hermann Schimmann, SS-Hauptscharführer Weber i SS-Unterscharführer Perlbach, natomiast nie ustalono kto wydał rozkaz wykonania zbrodni.

#### Hipotezy nt. okoliczności śmierci Starzyńskiego
Według jednej z nich podanej na portalu Polonijnej Agencji Informacyjnej (związanej z Towarzystwem Naukowym Katolickiego Uniwersytetu Lubelskiego Jana Pawła II) Starzyński został zamordowany 19 marca 1944 r. w (nienazwanej) kopalni soli potasu.
Śmierć prezydenta historycy przypisują Einsatzgruppe IV pod dowództwem SS-Brigadeführera Lothara Beutela, która dnia 30 września 1939 została przerzucona do Warszawy.
Śledztwo w sprawie śmierci Starzyńskiego prowadziła w latach 1969–1972 sędzia Lidia Kwiatkowska z Głównej Komisji Badania Zbrodni Hitlerowskich w Polsce.
Tomasz Szarota przedstawił 24 kwietnia 2018 r. szczegółowy referat pt. „Nowe ustalenia w sprawie śmierci prezydenta Starzyńskiego” na zebraniu dwóch pracowni Dziejów Dyplomacji i Systemów Totalitarnych oraz Historii Europy Wschodniej i Studiów nad Imperiami XIX i XX wieku. Omówił dotychczasową literaturę, postanowienie o umorzeniu śledztwa przez IPN oraz własne badania dotyczące zagadki śmierci Stefana Starzyńskiego. Przypomniał, że już w 1946 roku prywatne (i zapomniane) śledztwo przeprowadził dziennikarz ówczesnego „Życia Warszawy” Stanisław Sachnowski, piszący pod swoim wojennym pseudonimem jako Jacek Wołowski, który opublikował artykuł na ten temat 1 czerwca 1946. Rok po wojnie przeprowadził wywiady z więźniami niemieckiego obozu koncentracyjnego Dachau. Obozowy kucharz Jan Mazurek przekazał mu informację o przetrzymywaniu Starzyńskiego w specjalnym „bunkrze”, znajdującym się poza terenem właściwego KL Dachau. Dowiedział się tego od Józefa Grudo oraz brata Józefa Zapłaty, którzy roznosili posiłki uwięzionym. Duchowny otrzymał gryps od Starzyńskiego, który informował, że był on wywożony do Berlina, gdzie Niemcy chcieli przekonać go do zaangażowania do działalności proniemieckiej i antysowieckiej aktywizacji społeczeństwa polskiego. Po odmowie spodziewał się rychłego zabicia. Profesor zasygnalizował, że tajemnicze zamordowanie Stefana Starzyńskiego mogło mieć związek z niemiecką akcją „Noc i mgła”.
Według Tomasza Szaroty – opierającego się na wywiadach Sachnowskiego przeprowadzonych wiosną 1946 roku – Niemcy rozstrzelali Starzyńskiego 17 października 1943 roku. Historyk postulował przeprowadzenie dodatkowych badań w archiwach niemieckich, szczególnie w Bundesarchiv Ludwigsburg. Obecność prezydenta Starzyńskiego w Dachau potwierdził także więzień obozu Ryszard Wiśniewski, którego zeznanie powtórzyli pośmiertnie w IPN córka, oraz odnawiający jego celę malarz Józef Nadrzycki, co zeznał w trakcie śledztwa w styczniu 1972 roku przed Główną Komisją Badania Zbrodni Hitlerowskich w Polsce. Śmierć Starzyńskiego w 1943 r. potwierdził S. Sachnowskiemu więzień Dachau Stefan Kozicki, który był przed wojną dziennikarzem związanym z Ruchem Narodowym.
Hipotezę o śmierci Starzyńskiego w Dachau prokurator IPN odrzucił, twierdząc, iż faktu jego pobytu nie odnotowano w dokumentach obozowych i nie była ona znana większości więźniów, w tym kronikarzowi historii obozu Tomaszowi Musiołowi, choć w takich samych okolicznościach więziony był w Sachsenhausen gen. Stefan Rowecki.

## Ordery i odznaczenia
- Order Orła Białego (pośmiertnie, 28 marca 2010)[70]
- Krzyż Srebrny Orderu Wojennego Virtuti Militari (24 września 1939)
- Order Krzyża Grunwaldu I klasy (pośmiertnie, 6 września 1946)[71]
- Krzyż Komandorski z Gwiazdą Orderu Odrodzenia Polski (10 listopada 1933)[72][73]
- Krzyż Komandorski Orderu Odrodzenia Polski (10 listopada 1928)[74]
- Krzyż Niepodległości Polski Podziemnej z Mieczami (pośmiertnie, 12 sierpnia 1954)[75]
- Krzyż Niepodległości (6 czerwca 1931)[76]
- Krzyż Walecznych (trzykrotnie, 1921)[72][77]
- Złoty Krzyż Zasługi (11 listopada 1937)[72][78]
- Medal Pamiątkowy za Wojnę 1918–1921[72]
- Złoty Wawrzyn Akademicki (7 listopada 1936)[79]
- Medal Dziesięciolecia Odzyskanej Niepodległości[72]
- Krzyż Wielki Orderu Leopolda II (Belgia)[72]
- Wielki Oficer Orderu Korony Włoch (Włochy)[72]
- Order Krzyża Orła II klasy (Estonia, 1935)[72][80]

## Upamiętnienie
- Ulica i rondo imienia Stefana Starzyńskiego w Warszawie.
- Pomnik Stefana Starzyńskiego, znajdujący się pierwotnie w Ogrodzie Saskim, skąd w 2008 został przeniesiony na ul. Saską przed siedzibę Szkoły Podstawowej 143 w Warszawie im. Stefana Starzyńskiego przy al. Stanów Zjednoczonych 27.
- Pomnik Stefana Starzyńskiego na placu Bankowym naprzeciwko pałacu Komisji Rządowej Przychodów i Skarbu, obecnej siedziby prezydenta miasta stołecznego Warszawy.
- W 1978 przy wejściu do gmachu „A” Szkoły Głównej Handlowej przy ul. Rakowieckiej 24 odsłonięto tablicę upamiętniającą Stefana Starzyńskiego[81].
- Wolnostojąca płyta pamiątkowa na chodniku al. Niepodległości róg ulicy Dąbrowskiego. Została ustawiona w 2004 vis-à-vis willi przy ul. Dąbrowskiego 72 (dawniej ul. Szustra), w której mieszkał Stefan Starzyński[82].
- W sierpniu 1999 został uhonorowany przez Radę Warszawy tytułem Honorowego Obywatela m.st. Warszawy.
- Imię majora Stefana Starzyńskiego nosi 10 Warszawski Pułk Samochodowy.
- Imię Stefana Starzyńskiego noszą również Szkoła Podstawowa nr 143 w Warszawie, Gimnazjum nr 49 w Warszawie, Szkoła Podstawowa nr 46 w Warszawie oraz piętnasta promocja Krajowej Szkoły Administracji Publicznej.
- Na fasadzie pałacu Jabłonowskich w Warszawie znajduje się tablica upamiętniająca Stefana Starzyńskiego
- Imię Stefana Starzyńskiego nosi Las Kabacki.
- Na cmentarzu Powązkowskim znajduje się grób symboliczny Stefana Starzyńskiego z 1957 r.[68] (Aleja Zasłużonych, grób 77/78)[83]
- Przy Muzeum Powstania Warszawskiego działa Instytut Stefana Starzyńskiego
- W Łowiczu jego imieniem nazwano osiedle mieszkaniowe i ulicę. Na domu przy ulicy Zduńskiej, gdzie kiedyś mieszkał z rodzicami, umieszczono żeliwną tablicę pamiątkową
- Jest główną postacią filmu ...Gdziekolwiek jesteś panie prezydencie... z 1978 roku, w jego roli wystąpił Tadeusz Łomnicki
- Łukasz Rostkowski, znany pod pseudonimem L.U.C., zamieścił na swojej płycie 39/89 – Zrozumieć Polskę z 2009 utwór „Tribute To Stefan Starzyński”.
- Wizerunek Stefana Starzyńskiego znajduje się na rewersie złotej monety kolekcjonerskiej o nominale 200 złotych wyemitowanej przez Narodowy Bank Polski w 2009 r. w celu upamiętnienia wydarzeń z września 1939 roku[84].

W plebiscycie zorganizowanym przez redakcję „Gazety Wyborczej”, „Radio Kolor” i Warszawski Ośrodek Telewizyjny w 2000 Stefan Starzyński został wybrany „warszawiakiem stulecia”.